# Saint-Agoulin
Saint-Agoulin (Sent Agolin en occitan) est une commune française située dans le département du Puy-de-Dôme, en région Auvergne-Rhône-Alpes. Elle fait partie de l'aire d'attraction de Clermont-Ferrand.

## Géographie

### Localisation
La commune de Saint-Agoulin est située au nord du département du Puy-de-Dôme.
Cinq communes sont limitrophes.
| Champs   |               | Vensat    |
|          | Saint-Agoulin | Chaptuzat |
| Jozerand | Artonne       |           |

### Géologie et relief
Saint-Agoulin se trouve sur un plateau vallonné, d'une altitude moyenne de 500 m, qui domine la Limagne, à l'est, et la vallée de la Morge, au sud.

### Hydrographie
L'Andelot s'échappe de l'étang de Giat, au nord-est de la commune, à la limite de la commune de Vensat et coule vers le nord en direction du département de l'Allier et de Gannat.

### Voies de communication et transports

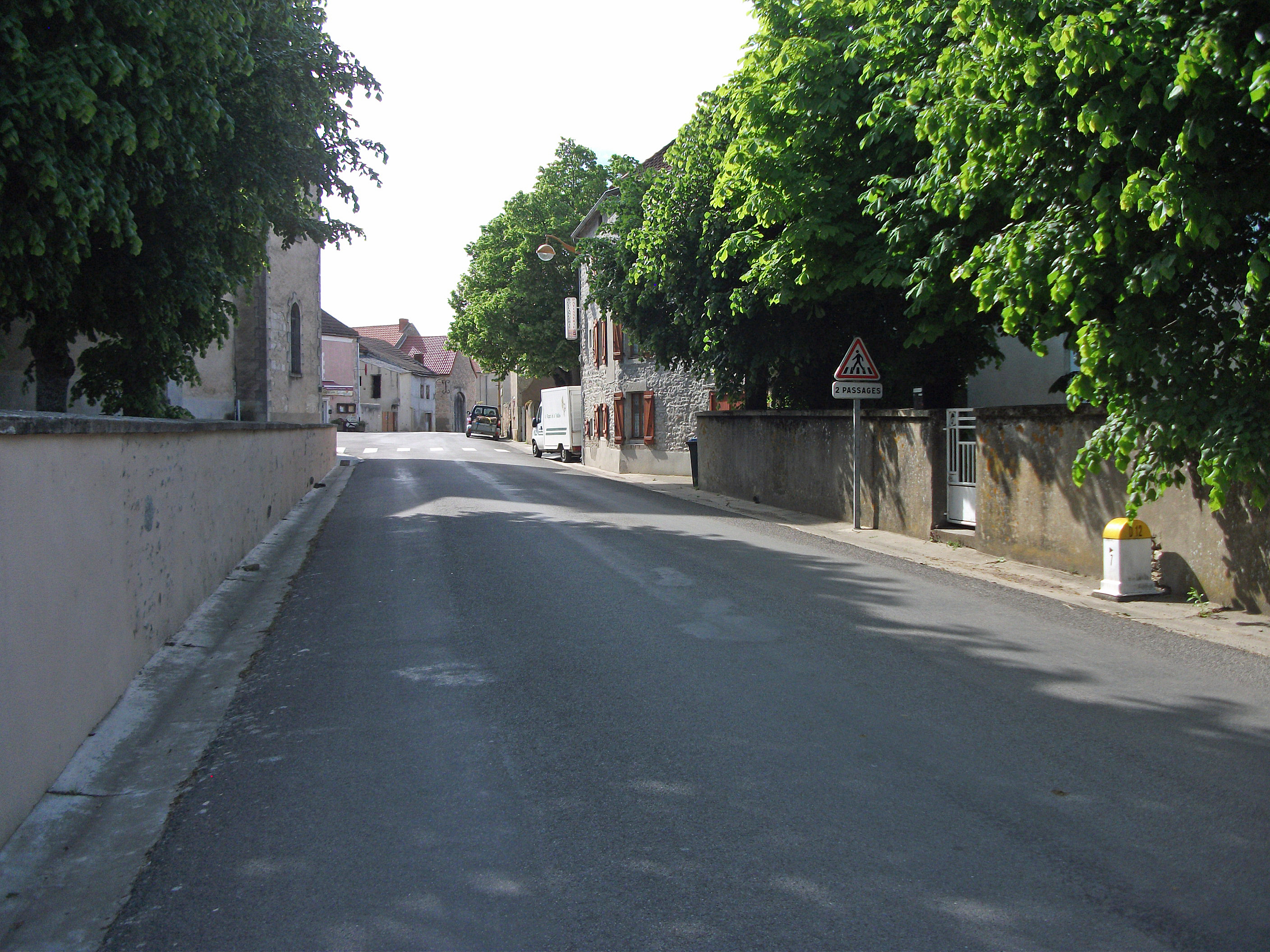
La route départementale 12 traverse le village.

L'autoroute A71 longe la limite orientale de la commune et y pénètre sur quelques centaines de mètres, au sud de l'aire de service des Volcans d'Auvergne (qui se trouve sur la commune voisine de Champs).
Le territoire communal est traversé par les routes départementales 12 (reliant Champs à Chaptuzat et Aigueperse), 22 (reliant Artonne au sud à la frontière départementale de l'Allier en direction de Gannat au nord), 207 (reliant, à l'ouest de la commune, Ébreuil à Jozerand), 440 (reliant Les Neufonds à Vensat) et 441 (reliant Les Raynauds, sur la D 12, à la D 207).

### Climat
Pour des articles plus généraux, voir Climat d'Auvergne-Rhône-Alpes et Climat du Puy-de-Dôme.
En 2010, le climat de la commune est de type climat océanique dégradé des plaines du Centre et du Nord, selon une étude du Centre national de la recherche scientifique s'appuyant sur une série de données couvrant la période 1971-2000. En 2020, Météo-France publie une typologie des climats de la France métropolitaine dans laquelle la commune est exposée à un climat de montagne ou de marges de montagne et est dans la région climatique  Nord-est du Massif Central, caractérisée par une pluviométrie annuelle de 800 à 1 200 mm, bien répartie dans l’année. 
Pour la période 1971-2000, la température annuelle moyenne est de 10,2 °C, avec une amplitude thermique annuelle de 15,9 °C. Le cumul annuel moyen de précipitations est de 729 mm, avec 9,4 jours de précipitations en janvier et 7,2 jours en juillet. Pour la période 1991-2020, la température moyenne annuelle observée sur la station météorologique de Météo-France la plus proche, « Charmes_sapc », sur la commune de Charmes à 10 km à vol d'oiseau, est de 11,9 °C et le cumul annuel moyen de précipitations est de 675,4 mm,. Pour l'avenir, les paramètres climatiques de la commune estimés pour 2050 selon différents scénarios d'émission de gaz à effet de serre sont consultables sur un site dédié publié par Météo-France en novembre 2022.

## Urbanisme

### Typologie
Au 1er janvier 2024, Saint-Agoulin est catégorisée commune rurale à habitat dispersé, selon la nouvelle grille communale de densité à sept niveaux définie par l'Insee en 2022.
Elle est située hors unité urbaine. Par ailleurs la commune fait partie de l'aire d'attraction de Clermont-Ferrand, dont elle est une commune de la couronne,. Cette aire, qui regroupe 209 communes, est catégorisée dans les aires de 200 000 à moins de 700 000 habitants,.

### Occupation des sols
L'occupation des sols de la commune, telle qu'elle ressort de la base de données européenne d’occupation biophysique des sols Corine Land Cover (CLC), est marquée par l'importance des territoires agricoles (85,2 % en 2018), une proportion sensiblement équivalente à celle de 1990 (85,9 %). La répartition détaillée en 2018 est la suivante : terres arables (39,9 %), prairies (24,5 %), zones agricoles hétérogènes (20,8 %), forêts (7,6 %), zones urbanisées (5,4 %), milieux à végétation arbustive et/ou herbacée (1,4 %), zones industrielles ou commerciales et réseaux de communication (0,4 %). L'évolution de l’occupation des sols de la commune et de ses infrastructures peut être observée sur les différentes représentations cartographiques du territoire : la carte de Cassini (XVIIIe siècle), la carte d'état-major (1820-1866) et les cartes ou photos aériennes de l'IGN pour la période actuelle (1950 à aujourd'hui).

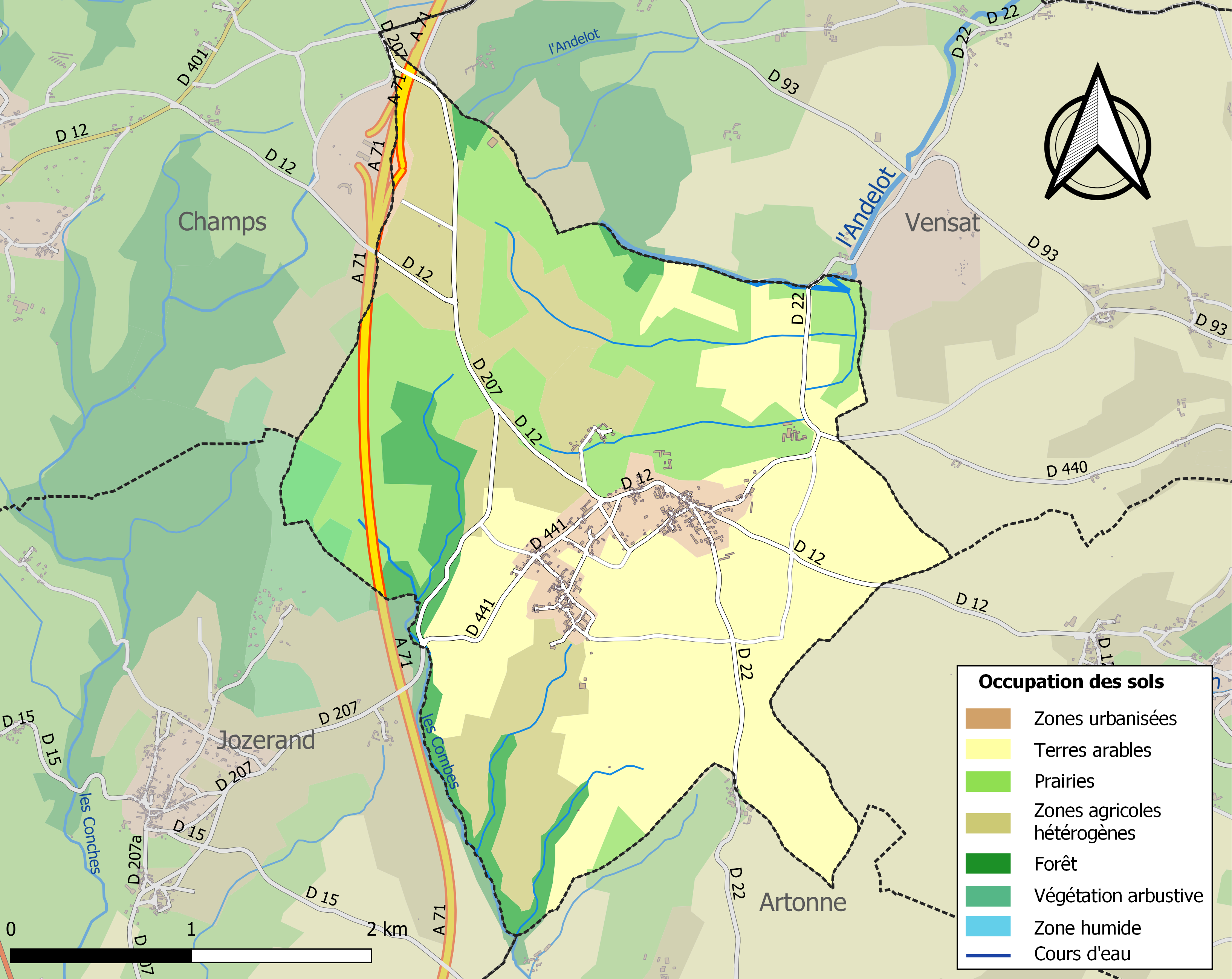
Carte des infrastructures et de l'occupation des sols de la commune en 2018 (CLC).

## Histoire
Le village et la paroisse de Saint-Agoulin sont situés dans le nord de la Basse-Auvergne. À la fin de la période antique situé dans le comté d'Auvergne puis à partir de la conquête de l'Auvergne par le roi de France Philippe-Auguste en 1213 le village est intégré dans la Terre d'Auvergne qui deviendra par la suite le duché d'Auvergne. Saint-Agoulin appartenant aux Bourbon-Montpensier, la paroisse est intégrée à leur principauté qui s'est extirpée du duché d'Auvergne à la fin de la période médiévale.
Par la suite, sous l'Ancien Régime la paroisse de Saint-Agoulin se trouve dans la province d'Auvergne.

## Politique et administration

### Découpage territorial
La commune de Saint-Agoulin est membre de la communauté de communes Plaine Limagne, un établissement public de coopération intercommunale (EPCI) à fiscalité propre créé le 1er janvier 2017 dont le siège est à Aigueperse. Ce dernier est par ailleurs membre d'autres groupements intercommunaux. Jusqu'au 31 décembre 2016, elle faisait partie de la communauté de communes Nord Limagne.
Sur le plan administratif, elle est rattachée à l'arrondissement de Riom, à la circonscription administrative de l'État du Puy-de-Dôme et à la région Auvergne-Rhône-Alpes.
Sur le plan électoral, elle dépend du canton d'Aigueperse pour l'élection des conseillers départementaux, depuis le redécoupage cantonal de 2014 entré en vigueur en 2015, et de la deuxième circonscription du Puy-de-Dôme pour les élections législatives, depuis le dernier découpage électoral de 2010 (sixième circonscription avant 2010).

### Élections municipales et communautaires

#### Élections de 2020
Le conseil municipal de Saint-Agoulin, commune de moins de 1 000 habitants, est élu au scrutin majoritaire plurinominal à deux tours avec candidatures isolées ou groupées et possibilité de panachage. Compte tenu de la population communale, le nombre de sièges à pourvoir lors des élections municipales de 2020 est de 11. Sur les douze candidats en lice, onze ont été élus dès le premier tour, le 15 mars 2020, avec un taux de participation de 63,00 %.

#### Chronologie des maires
| Période                                  | Période                       | Identité       | Étiquette | Qualité   |
| ---------------------------------------- | ----------------------------- | -------------- | --------- | --------- |
| Les données manquantes sont à compléter. |                               |                |           |           |
| avant 1981                               | ?                             | Maurice Robert | PS        |           |
| 2008                                     | En cours (au 15 octobre 2021) | Pascal Labbe,  |           | Ingénieur |

## Population et société

### Démographie
L'évolution du nombre d'habitants est connue à travers les recensements de la population effectués dans la commune depuis 1793. Pour les communes de moins de 10 000 habitants, une enquête de recensement portant sur toute la population est réalisée tous les cinq ans, les populations de référence des années intermédiaires étant quant à elles estimées par interpolation ou extrapolation. Pour la commune, le premier recensement exhaustif entrant dans le cadre du nouveau dispositif a été réalisé en 2006.

En 2022, la commune comptait 311 habitants, en évolution de −6,89 % par rapport à 2016 (Puy-de-Dôme : +2,1 %, France hors Mayotte : +2,11 %).
| 1793 | 1800 | 1806 | 1821 | 1831 | 1836 | 1841 | 1846 | 1851 |
| ---- | ---- | ---- | ---- | ---- | ---- | ---- | ---- | ---- |
| 390  | 425  | 512  | 440  | 457  | 505  | 512  | 572  | 565  |

| 1856 | 1861 | 1866 | 1872 | 1876 | 1881 | 1886 | 1891 | 1896 |
| ---- | ---- | ---- | ---- | ---- | ---- | ---- | ---- | ---- |
| 581  | 534  | 494  | 573  | 612  | 586  | 552  | 572  | 520  |

| 1901 | 1906 | 1911 | 1921 | 1926 | 1931 | 1936 | 1946 | 1954 |
| ---- | ---- | ---- | ---- | ---- | ---- | ---- | ---- | ---- |
| 518  | 520  | 515  | 452  | 394  | 383  | 370  | 340  | 291  |

| 1962 | 1968 | 1975 | 1982 | 1990 | 1999 | 2006 | 2011 | 2016 |
| ---- | ---- | ---- | ---- | ---- | ---- | ---- | ---- | ---- |
| 270  | 280  | 267  | 234  | 212  | 246  | 272  | 323  | 334  |

| 2021 | 2022 | - | - | - | - | - | - | - |
| ---- | ---- | - | - | - | - | - | - | - |
| 320  | 311  | - | - | - | - | - | - | - |

### Enseignement
Saint-Agoulin dépend de l'académie de Clermont-Ferrand.
Les élèves commencent leur scolarité à l'école élémentaire publique de la commune. Ils la poursuivent au collège Diderot d'Aigueperse puis dans les lycées de Riom (Virlogeux ou Pierre-Joël-Bonté).

## Culture locale et patrimoine

### Lieux et monuments
- Château de Saint-Agoulin.

## Héraldique
| Blason de Saint-Agoulin | Blason  | Parti : au 1er d'or à trois bandes de gueules, au 2 d'azur à l'épée haute d'argent à dextre et à la crosse du même à senestre. |
| Blason de Saint-Agoulin | Détails | Le statut officiel du blason reste à déterminer.                                                                               |